# 국민낭만주의

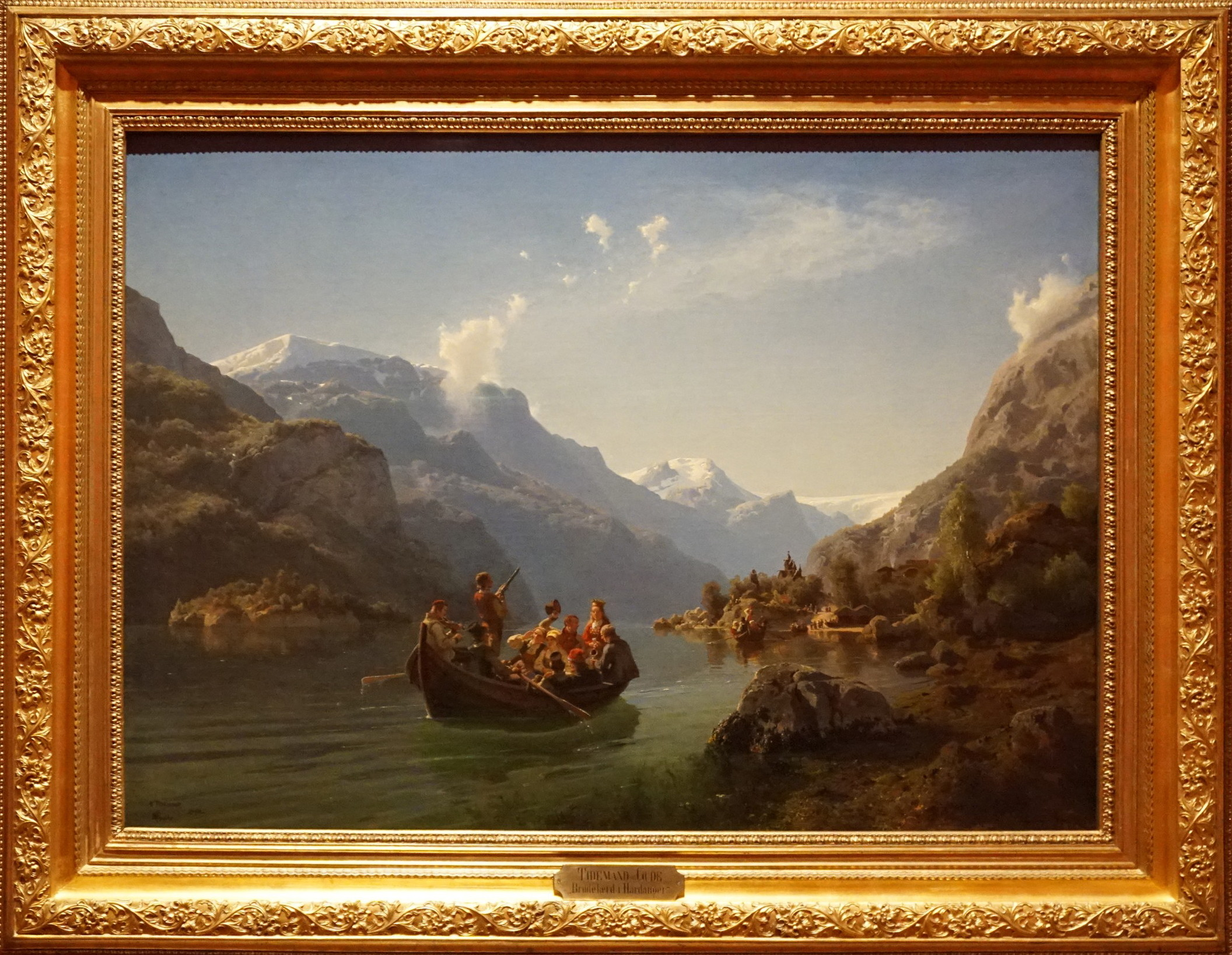

국민낭만주의(national romanticism)는 유럽에서 18 ~ 19세기의 문학과 정치의 낭만주의를 기원으로 미술과 음악, 건축 등 다양한 예술 영역에 파급된 운동이다.
정치적으로는 파시즘 등의 형성에 영향을 주었다.

## 같이 보기
- 선민
- 보수주의
- 범스칸디나비아주의
- 덴마크 황금기
- 독일 문제
- 힌두트바
- 민족주의
- 시민 종교
- 국보
- 국가 (노래)
- 내셔널리즘
- 애국주의
- 국민악파